# Раджнагар
Раджна́гар (бенг. রাজনগর, англ. Rajnagar) — город на востоке Бангладеш, административный центр одноимённого подокруга. Площадь города равна 8,58 км². По данным переписи 2001 года, в городе проживало 9716 человек, из которых мужчины составляли 51,59 %, женщины — соответственно 48,41 %. Плотность населения равнялась 1132 чел. на 1 км². Уровень грамотности взрослого населения составлял 36,3 % (при среднем по Бангладеш показателе 43,1 %).